# Walter Monckton
Walter Turner Monckton, 1. wicehrabia Monckton of Brenchley GCVO, KCMG (ur. 17 stycznia 1891 w Plaxtol w Kencie, zm. 9 stycznia 1965) – brytyjski polityk i krykiecista, członek Partii Konserwatywnej. Minister w rządach Winstona Churchilla i Anthony’ego Edena.

## Życiorys
Wykształcenie odebrał w Harrow School oraz w Balliol College na Uniwersytecie Oksfordzkim. Podczas studiów w 1911 r. wziął udział w meczu first-class krykieta w drużynie uniwersyteckiej. Monckton studiował prawo. Walczył podczas I wojny światowej i został odznaczony Military Cross. W 1932 r. został prokuratorem generalnym księcia Walii. W latach 1930–1937 pełnił funkcję Recorder of Hythe. Był doradcą króla Edwarda VIII podczas kryzysu abdykacyjnego w 1936 r.
Podczas II wojny światowej zajmował się propagandą i informacją. W rządzie „dozorującym” Churchilla w 1945 r. był Radcą Generalnym. Po wojnie wstąpił do Partii Konserwatywnej i w 1951 r. został wybrany do Izby Gmin w wyborach uzupełniających w okręgu Bristol West. W tym samym roku objął tekę ministra pracy i służby narodowej. W latach 1955–1956 był ministrem obrony w gabinecie Edena. Nie zgadzał się z działaniami rządu podczas kryzysu sueskiego w 1956 r., wskutek czego zrezygnował ze stanowiska ministra i został przesunięty na stanowisko Paymaster-General. Sprawował je do 1957 r.
W 1957 r. otrzymał tytuł 1. wicehrabiego Monckton of Brenchley i zasiadł w Izbie Lordów. W latach 1957–1964 był prezesem Midland Bank. W latach 1956–1957 był prezesem Marylebone Cricket Club. Był również prezesem Surrey County Cricket Club (w latach 1950–1952 i 1959–1965), przewodniczącym Iraq Petroleum Company (w 1958 r.), przewodniczącym Komisji Doradczej ds. Afryki Środkowej (w 1960 r.) oraz kanclerzem Uniwersytetu Sussex (w latach 1961–1965).
Lord Monckton zmarł w 1965 r. Tytuł parowski odziedziczył jego najstarszy syn, Gilbert.

## Życie prywatne
Monckton był dwukrotnie żonaty. Po raz pierwszy ożenił się 18 lipca 1914 r. z Mary Colyer-Fergusson (6 lutego 1892 – 30 kwietnia 1964), córką sir Thomasa Colyera-Fergussona, 3. baroneta, i Beatrice Muller, córki Friedricha Mullera. Walter i Mary mieli razem syna i córkę:
- Gilbert Walter Riversdale Monckton (3 listopada 1915 – 22 czerwca 2006), 2. wicehrabia Monckton of Brenchley
- Valerie Hamilton Monckton (ur. 1918), żona sir Williama Gouldinga, 3. baroneta, ma dzieci

Pierwsze małżeństwo Moncktona zakończyło się rozwodem w 1947 r. 13 sierpnia tego roku Monckton poślubił Bridget Hore-Ruthven, 11. lady Ruthven of Freeland (27 lipca 1896 – 17 kwietnia 1982), córkę Waltera Hore-Ruthvena, 10. lorda Ruthven of Freeland, oraz Jean Lampson, córki Normana Lampsona. Małżonkowie nie mieli razem dzieci.